# Nassau (Verbandsgemeinde)
Pour les articles homonymes, voir Nassau.
Nassau est une Verbandsgemeinde (collectivité territoriale) de l'arrondissement de Rhin-Lahn dans la Rhénanie-Palatinat en Allemagne. Le siège de cette Verbandsgemeinde est dans la ville de Nassau.
La Verbandsgemeinde de Nassau consiste en cette liste d'Ortsgemeinden (municipalités locales) :

Localisation de la Verbandsgemeinde de Nassau dans l'arrondissement de Rhin-Lahn

| 1. Attenhausen 2. Dessighofen 3. Dienethal 4. Dornholzhausen 5. Geisig 6. Hömberg 7. Lollschied 8. Misselberg 9. Nassau 10. Obernhof | 1. Oberwies 2. Pohl 3. Schweighausen 4. Seelbach 5. Singhofen 6. Sulzbach 7. Weinähr 8. Winden 9. Zimmerschied |